# 長沢裕
長沢 裕（ながさわ ゆう、1993年11月23日 - ）は、日本のフリーアナウンサー、女優、タレント。所属事務所はT-STYLE。

## 来歴・人物
福島県伊達市出身。立教大学卒業。
2014年、日本テレビ編成局ゼネラルプロデューサーの土屋敏男によってウェブ番組の海外アポなし旅の企画に起用され、過酷な旅を経験する。
2016年3月28日より1年間、榊原美紅の後任として『ZIP!』（日本テレビ）の6代目お天気キャスターを務めた。
『ZIP!』においてはボードに描いた自作のイラストを披露することが多く、その中で「ちょびひげおじさん」は“空想の友達”であり理想の男性像でもあるという。
2017年4月から2018年9月まで『ZIP!』のスタジオ・レギュラーとして継続して出演。
2018年3月、アクティビストチーム「MOTHER EARTH」の一員として、環境省「つなげよう、支えよう森里川海プロジェクト」アンバサダーに任命される。
2018年9月、福島県「ふくしま健民プロジェクト大使」に任命される。
2020年6月、公益社団法人日本環境教育フォーラムの理事に就任する。

## 出演番組
- 福島まるごとライブ ヨジデス（KFB福島放送、2017年4月6日 - ） - リポーター[7][8]
- マイナビ Be a booster! B.LEAGUE ウィークリーハイライト（BS11、2018年10月18日 - ） - リポーター[9][10]

## 過去の出演番組
- 家電's Walker（BS11、2015年1月1日 - 9月10日） - 準レギュラー
- ZIP!（日本テレビ）
  - お天気キャスター（2016年3月28日 - 2017年3月31日）
  - SHOWBIZレポーター（2017年4月3日 - 2018年9月27日）
- 趣味の園芸 やさいの時間（NHK Eテレ、レギュラー出演、2016年4月10日 - 2020年3月29日[11][12]）
- 釣り百景（BS-TBS、不定期）
- テントを背負って 2022「フライフィッシングの“聖地”へ」（NHK BSプレミアム、2022年8月12日）

## ドラマ

### テレビドラマ
- 死幣-DEATH CASH- 第5話（2016年8月11日、TBS） - 雑誌記者 役
- コウノドリ 第2シーズン（2017年10月13日 - 12月22日、TBS） - 笹尾明菜 役
- 嘘解きレトリック 第1話（2024年10月7日、フジテレビ） - マサ 役
- 架空名作劇場 人情刑事 呉村安太郎（2025年8月12日・19日、テレビ東京） - 時川麗子 役

### WEBドラマ
- おやじキャンプ飯（2020年10月 - 12月、Youtube） - 一条千秋 役[13][14]
  - おやじキャンプ飯 和歌山編（2021年12月 - 2022年1月）
  - おやじキャンプ飯 滋賀編（2023年12月 - 2024年1月）
  - おやじキャンプ飯 大分編 スピンオフ（2025年2月）

## 舞台
- 宿り木プロデュース公演Vol.1「あi」（2022年10月18日 - 23日、新宿シアターブラッツ） - 百合 役

## CM
- ニベア 8×4 ボディフレッシュ (2016年5月9日)
- 日本 HP (2019年)
- ふくしま健民プロジェクト「健康づくりをはじめっぺ♪〜食編〜」 (2019年)

## ミュージックビデオ
- 安田レイ「きみのうた」(2017年5月24日)

## イベント
- ふくしま健康長寿フェスティバル2018inいわき (2018年11月4日)
- ナショジオ オープンキャンパス（2020年5月25日） - リモートライブ[15]
- #コロナに負けるな　第１回　福島酒援ライブ（2020年9月12日） - リモートライブ[16]